# Kent (Nowy Jork)
Kent – miasto w Stanach Zjednoczonych, w stanie Nowy Jork, w hrabstwie Putnam.